# Вулиці Винників
У місті Винники налічується 100 вулиць. Найбільша вулиця Винників — це вулиця Франка (170 будинків), найменша — вулиця Жупан (5 будинків), найчисленніша — вулиця Кільцева (близько 3000 мешканців).
| Назва                                | Початок                          | Стара назва                        |
| ------------------------------------ | -------------------------------- | ---------------------------------- |
| вул. 500-річчя Січі                  | Хортицька, 10                    |                                    |
| вул. Ангарна                         |                                  |                                    |
| вул. Бандери                         | Івасюка, 25                      | вул. Чкалова                       |
| вул. Берегова                        | Мирослава Скорика, 23            |                                    |
| вул. Білозіра                        |                                  |                                    |
| вул. Богуна                          | Сагайдачного, 23                 |                                    |
| вул. Винниченка                      | Івасюка, 17                      | вул. Карла Маркса                  |
| вул. Вишнева                         | початок Грушевського             | вул. Терешкова                     |
| вул. Влоха                           | Бандери, 7                       |                                    |
| вул. Вузька                          | Винниченка бічна, праворуч       |                                    |
| вул. Мирослава Скорика               | Франка, 115                      |                                    |
| вул. Гайдамацька                     | Гонти, 2                         | вул. Гайдара                       |
| вул. Галицька                        | головна вулиця                   | вул. Леніна                        |
| вул. Гонти                           | Франка, 122                      |                                    |
| вул. Олени Теліги                    | Галицька, 35                     | вул. Горького                      |
| вул. Гриневичевої                    | Винниченка бічна, праворуч       | вул. Вершигори                     |
| вул. Грушевського                    | Мирослава Скорика, 1             | вул. Тітова                        |
| вул. Повстанців                      | проїзд Сагайдачного-Грушевського | вул. Декабристів                   |
| вул. Джерельна                       | проїзд Спортова-Забава бічна     |                                    |
| вул. Дмитерка                        | Стрілецька, 44                   |                                    |
| вул. Довбуша                         | Грушевського бічна               |                                    |
| вул. Володимира Великого             |                                  |                                    |
| вул. Володимира Грабовецького        | Шевченка, 29                     |                                    |
| вул. Долинна                         | проїзд Спортова-Забава бічна     |                                    |
| вул. Дорошенка                       | Сагайдачного, 21                 | вул. Тельмана                      |
| вул. Героїв Крут                     | проїзд Спортова-Забава бічна     | вул. Дружби Народів                |
| вул. Олександра Ванька Лагодовського | Родини Крушельницьких, 5         |                                    |
| вул. Жупан                           | Крушельницької, 19               | вул. Калініна                      |
| вул. Забава                          | Франка, 114                      |                                    |
| вул. Загороддя                       | Соборності бічна                 |                                    |
| вул. Залізняка                       | Сагайдачного, 19                 | вул. Чапаєва                       |
| вул. Засянська                       |                                  |                                    |
| вул. Звенигородська                  | Лугова, 14а                      | вул. Кошового                      |
| вул. Злагоди                         | Шевченка, 18                     | вул. Дзержинського                 |
| вул. Івасюка                         | Галицька, 23                     | вул. Танкістів                     |
| вул. Калнишевського                  | Сагайдачного-Грушевського        | вул. Богуна (частина)              |
| вул. Кармелюка                       | Лугова, 8а                       |                                    |
| вул. Керницького                     | Стрілецька, 2                    | вул. Жовтневої революції           |
| вул. Кияка                           | Бандери, 1                       |                                    |
| вул. Кільцева                        | Лисика бічна                     |                                    |
| вул. Козацька                        | Франка, 128                      |                                    |
| вул. Кондратюка                      | Родини Крушельницьких, 12        | вул. Родини Крушельницьких (бічна) |
| вул. Коперніка                       | Франка, 51                       |                                    |
| вул. Корчовського                    | Лугова, 6                        |                                    |
| вул. Космонавтів                     | Галицька, 80а                    |                                    |
| вул. Котермака                       | Соборності бічна                 | вул. 50-річчя СРСР                 |
| вул. Котляревського                  | Франка, 38а                      |                                    |
| вул. Крива                           | Франка, 39                       | вул. Кухто                         |
| вул. Кривоноса                       | Сагайдачного, 14                 |                                    |
| вул. Крип'якевича                    | Влоха, 1                         | вул. Крупської                     |
| вул. Крушельницької                  | Галицька, 14                     | вул. Комінтерну                    |
| вул. Левада                          |                                  |                                    |
| вул. Левицького                      | Галицька, 7                      | вул. Лібкнехта                     |
| вул. Лепкого                         | Дмитерка, 47                     |                                    |
| вул. Мирона Кипріяна                 | Грушевського, 7                  |                                    |
| вул. Лисика                          |                                  |                                    |
| вул. Липи                            |                                  |                                    |
| вул. Лісна                           | Івасюка, 27                      |                                    |
| вул. Байди Вишнивецького             | Ів. Франка, 96                   | вул. Ломоносова                    |
| вул. Лугова                          | Грушевського, 2                  |                                    |
| вул. Львівська                       | Шевченка, 9                      |                                    |
| вул. Любич-Парахоняк                 | Івасюка, 34                      | вул. Будьоного                     |
| вул. Миколайчука                     | Галицька, 21                     | вул. Свердлова                     |
| вул. Мирна                           | Грушевського, 7                  |                                    |
| вул. Молодіжна                       | Соборності бічна                 |                                    |
| вул. Наливайка                       | Франка, 81                       | вул. Паризької комуни (бічна)      |
| вул. Незалежності                    | Франка, 53                       | вул. Радянська                     |
| вул. Нестора Літописця               | Галицька, 37                     |                                    |
| вул. Озерна                          | Франка кінець                    |                                    |
| вул. Хомінського                     | Злагоди, 15                      | вул. Папаніна                      |
| вул. Піддіброва                      | Крива, 31                        |                                    |
| вул. Піддубного                      | Галицька, 33                     | вул. Щорса                         |
| вул. Підлісецького                   | Франка, 14                       | вул. Червоноармійська              |
| вул. Полуботка                       | Козацька, 1                      | вул. Козацька (бічна)              |
| вул. Принада                         |                                  |                                    |
| вул. Просвіти                        | Стуса, 1а                        | вул. Комсомольська                 |
| вул. Проста                          |                                  |                                    |
| вул. Пилипа Орлика                   | Крушельницької, 19               | вул. Пушкіна                       |
| вул. Ранкова                         | Соборності бічна                 |                                    |
| вул. Ринок                           | Шевченка, 8                      |                                    |
| вул. Розливка                        | Соборності бічна                 |                                    |
| вул. Руданського                     | Дмитерка, 37                     |                                    |
| вул. Руська                          | Львівська, 25                    |                                    |
| вул. Сагайдачного                    | Франка, 79                       | вул. Паризької комуни              |
| вул. Садова                          | Шевченка, 11в                    | вул. Кузнецова                     |
| вул. Сахарова                        | Галицька, 61                     | вул. 7 вересня                     |
| вул. Замкова                         | Франка, 11а                      | вул. Сєдова                        |
| вул. Симоненка                       | Бандери, 1                       | вул. Кірова                        |
| вул. Січова                          | Дмитерка, 27                     |                                    |
| вул. Смерекова                       | Шевченка, 26                     | вул. Тимошенка                     |
| вул. Соборності                      | Стрілецька, 4                    | вул. Ульянова                      |
| вул. Сокола Батька                   | Довганика, 7                     | вул. Довганика (бічна)             |
| вул. Сонячна-Спортова                | Забава проїзд                    |                                    |
| вул. Спортова                        | Ломоносова, 31а                  |                                    |
| вул. Стефаника                       | Грушевського, 9а                 |                                    |
| вул. Стрілецька                      | Франка, 39                       | вул. Кухто (права)                 |
| вул. Стуса                           | Шевченка, 5                      | вул. 1-го Травня                   |
| вул. Сухомлинського                  | Галицька, 49                     |                                    |
| вул. Українки Лесі                   | Франка, 6                        |                                    |
| вул. Федюка                          | Винниченка, 4                    | вул. Руднева                       |
| вул. Франка                          | Галицька, 46                     |                                    |
| вул. Хмельницького Богдана           | Ломоносова, 100                  |                                    |
| вул. Хоружинської                    | Франка, 113                      | вул. Франка (бічна)                |
| вул. Хоткевича                       | Грушевського бічна               | вул. капітана Львова               |
| вул. Родини Крушельницьких           | Сахарова, 6                      |                                    |
| вул. Шашкевича                       | Ломоносова, 17                   |                                    |
| вул. Шевченка                        | Галицька, 16                     |                                    |
| вул. Шептицького                     | Галицька, 86а                    | вул. Інтернатська                  |
| вул. Яворницького                    | Галицька, 74                     | вул. 9 січня                       |